# Persone di nome Antonella
| Questa pagina contiene informazioni ricavate automaticamente dalle voci biografiche con l'ausilio del template Bio e di un bot. L'aggiornamento è periodico e automatico e ricostruisce completamente la pagina. Se manca una persona in questa lista, sei pregato di non aggiungerla, ma accertati piuttosto che la sua voce biografica contenga il template Bio e che i dati anagrafici siano correttamente compilati. Se il template Bio manca, inseriscilo tu stesso o, in alternativa, metti l'avviso {{tmp\|Bio}} che ne segnala la mancanza. Se i dati riportati sono sbagliati, correggi direttamente la voce biografica; le modifiche saranno visibili in questa lista entro pochi giorni. Per chiarimenti vedi il progetto antroponimi. La lista contiene solo le 98 persone che sono citate nell'enciclopedia e per le quali è stato implementato correttamente il template Bio. Pagina aggiornata al 6 ago 2025. |

Questa è una lista di persone presenti nell'enciclopedia che hanno il nome Antonella, suddivise per attività principale.

## Altiste(1)
- Antonella Bevilacqua, ex altista italiana (Foggia, n. 1971)

## Artiste(1)
- LIUBA, artista italiana (Milano, n. 1964)

## Attrici(14)
- Antonella Attili, attrice italiana (Roma, n. 1963)
- Antonella Costa, attrice italiana (Roma, n. 1980)
- Antonella Di Monte, attrice italiana (Napoli, n. 1993)
- Antonella Elia, attrice, conduttrice televisiva e showgirl italiana (Torino, n. 1963)
- Antonella Fattori, attrice italiana (Prato, n. 1963)
- Antonella Ferrari, attrice italiana (Milano, n. 1970)
- Antonella Interlenghi, attrice italiana (Roma, n. 1961)
- Antonella Morea, attrice, cantante e regista teatrale italiana (Napoli, n. 1956)
- Antonella Murgia, attrice italiana (Iglesias, n. 1942 - Roma, † 2015)
- Antonella Ponziani, attrice e regista italiana (Roma, n. 1964)
- Antonella Salvucci, attrice, conduttrice televisiva e ex modella italiana (Civitavecchia, n. 1981)
- Antonella Stefanucci, attrice italiana (Napoli, n. 1963)
- Antonella Steni, attrice italiana (Montefiascone, n. 1926 - Bologna, † 2016)
- Antonella Troise, attrice italiana (Napoli, n. 1980)

## Attrici pornografiche(2)
- LaSirena69, attrice pornografica venezuelana (Caracas, n. 1990)
- Antonella Del Lago, ex attrice pornografica italiana (Mantova, n. 1964)

## Attrici teatrali(1)
- Antonella Monetti, attrice teatrale, personaggio televisivo e cantante italiana (Napoli)

## Bassiste(1)
- Antonella Mazza, bassista e contrabbassista italiana (Lamezia Terme, n. 1974)

## Biologhe(1)
- Antonella Viola, biologa e divulgatrice scientifica italiana (Taranto, n. 1969)

## Blogger(1)
- Antonella Landi, blogger e scrittrice italiana (San Giovanni Valdarno, n. 1966)

## Calciatrici(2)
- Antonella Marrone, calciatrice italiana (Mazara del Vallo, n. 1992)
- Antonella Paoletti, calciatrice italiana (n. 1988)

## Canottiere(1)
- Antonella Corazza, ex canottiera italiana (Travedona Monate, n. 1965)

## Cantanti(5)
- Antonella Arancio, cantante italiana (Catania, n. 1974)
- Antonella Bucci, cantante italiana (Hausham, n. 1971)
- Antonella D'Agostino, cantante e attrice italiana (Castrovillari, n. 1943)
- Rosapaeda, cantante italiana (Bari, n. 1961)
- Antonella Ruggiero, cantante italiana (Napoli, n. 1969)

## Cantautrici(2)
- Antonella Bottazzi, cantautrice italiana (Rocchetta Ligure, n. 1944 - Milano, † 1997)
- Antonella Ruggiero, cantautrice italiana (Genova, n. 1952)

## Ceramiste(1)
- Antonella Cimatti, ceramista italiana (Faenza, n. 1956)

## Cestiste(3)
- Antonella Collini, ex cestista italiana (Firenze, n. 1967)
- Antonella Contestabile, ex cestista italiana (Napoli, n. 1987)
- Antonella Terranella, ex cestista italiana (Siracusa, n. 1994)

## Conduttrici televisive(2)
- Antonella Clerici, conduttrice televisiva italiana (Legnano, n. 1963)
- Antonella Consorti, conduttrice televisiva italiana (Roma, n. 1962)

## Costumiste(1)
- Antonella Cannarozzi, costumista italiana (Taranto)

## Danzatrici(2)
- Antonella Albano, danzatrice italiana (Bari, n. 1982)
- Antonella Bertoni, danzatrice e coreografa italiana (Roma, n. 1964)

## Doppiatrici(5)
- Antonella Alessandro, doppiatrice e attrice italiana (Torino, n. 1963)
- Antonella Baldini, doppiatrice italiana (Milano, n. 1966)
- Antonella Giannini, doppiatrice, dialoghista e direttrice del doppiaggio italiana (Roma, n. 1957)
- Antonella Rendina, doppiatrice italiana (Roma, n. 1956 - Roma, † 2006)
- Antonella Rinaldi, doppiatrice italiana (Roma, n. 1954)

## Drammaturghe(1)
- Antonella Zucchini, commediografa e scrittrice italiana (Molino del Piano, n. 1961)

## Filosofe(1)
- Antonella De Cieri, filosofa italiana (Napoli, n. 1952 - Salerno, † 2002)

## Fondiste(1)
- Antonella Confortola, ex fondista italiana (Cavalese, n. 1975)

## Giocatrici di calcio a 5(1)
- Antonella Carta, giocatrice di calcio a 5 e ex calciatrice italiana (Orotelli, n. 1967)

## Giornaliste(6)
- Antonella Appiano, giornalista, conduttrice televisiva e autrice televisiva italiana (Asti, n. 1955)
- Antonella Beccaria, giornalista, scrittrice e autrice televisiva italiana (Voghera, n. 1973)
- Antonella Ferrera, giornalista, scrittrice e conduttrice radiofonica italiana (Bologna, n. 1957)
- Antonella Marino, giornalista e critica d'arte italiana (Bari, n. 1961)
- Antonella Newland, giornalista e filantropa scozzese (Roma, n. 1922 - Jedburgh, † 2007)
- Antonella Rampino, giornalista italiana (Roma, n. 1956)

## Giuriste(1)
- Antonella Sciarrone Alibrandi, giurista italiana (Milano, n. 1965)

## Lunghiste(1)
- Antonella Capriotti, ex lunghista e triplista italiana (Roma, n. 1962)

## Maratonete(1)
- Antonella Bizioli, ex maratoneta italiana (Villa d'Ogna, n. 1957)

## Marciatrici(1)
- Antonella Palmisano, marciatrice italiana (Mottola, n. 1991)

## Mezzofondiste(1)
- Antonella Riva, mezzofondista italiana (San Secondo Parmense, n. 1981)

## Nobili(1)
- Antonella d'Aquino, nobile italiana († 1493)

## Nuotatrici(3)
- Antonella Roncelli, ex nuotatrice italiana (Ponte San Pietro, n. 1959)
- Antonella Terenzi, nuotatrice artistica italiana (Roma, n. 1965)
- Antonella Valentini, ex nuotatrice italiana (Roma, n. 1958)

## Pallavoliste(1)
- Antonella Del Core, ex pallavolista italiana (Napoli, n. 1980)

## Pistard(1)
- Antonella Bellutti, ex pistard, ciclista su strada e bobbista italiana (Bolzano, n. 1968)

## Poetesse(1)
- Antonella Anedda, poetessa e saggista italiana (Roma, n. 1955)

## Politiche(12)
- Antonella Bruno Ganeri, politica italiana (Paola, n. 1938)
- Antonella Campagna, politica italiana (Termini Imerese, n. 1966)
- Antonella Casu, politica italiana (Roma, n. 1967)
- Antonella Faggi, politica italiana (Lecco, n. 1961)
- Antonella Forattini, politica italiana (Gonzaga, n. 1966)
- Antonella Incerti, politica italiana (Parma, n. 1960)
- Antonella Mularoni, politica e ex magistrato sammarinese (Città di San Marino, n. 1961)
- Antonella Papiro, politica italiana (Sant'Agata di Militello, n. 1978)
- Antonella Rebuzzi, politica italiana (Alzano Lombardo, n. 1954 - Alzano Lombardo, † 2018)
- Antonella Sberna, politica italiana (Roma, n. 1982)
- Antonella Spaggiari, politica italiana (Reggio nell'Emilia, n. 1957)
- Antonella Zedda, politica italiana (Cagliari, n. 1976)

## Schermitrici(1)
- Antonella Ragno-Lonzi, ex schermitrice italiana (Venezia, n. 1940)

## Sciatrici alpine(1)
- Antonella Marquis, ex sciatrice alpina italiana (n. 1978)

## Scrittrici(8)
- Antonella Boralevi, scrittrice, giornalista e conduttrice televisiva italiana (Firenze, n. 1953)
- Antonella Cilento, scrittrice, drammaturga e insegnante italiana (Napoli, n. 1970)
- Antonella Colonna Vilasi, scrittrice italiana (Civita Castellana)
- Antonella Lattanzi, scrittrice e sceneggiatrice italiana (Bari, n. 1979)
- Toni Maraini, scrittrice, storica dell'arte e etnologa italiana (Tokyo, n. 1941)
- Antonella Ossorio, scrittrice italiana (Napoli, n. 1960)
- Antonella Sbuelz, scrittrice e poetessa italiana (Udine)
- Antonella Tavassi La Greca, scrittrice italiana (Napoli, n. 1951 - Roma, † 2008)

## Showgirl(1)
- Antonella Mosetti, showgirl italiana (Roma, n. 1975)

## Storiche(2)
- Antonella Orefice, storica e saggista italiana (Napoli, n. 1967)
- Antonella Tarpino, storica e saggista italiana (Ivrea, n. 1953)

## Tenniste(1)
- Antonella Serra Zanetti, ex tennista italiana (Modena, n. 1980)

## Senza attività specificata(4)
- Antonella Bechi Piaggio, italiana (Roma, n. 1938 - Atlanta, † 1999)
- Antonella Manzoni, sciatrice d'erba italiana (Bellano, n. 1980)
- Antonella Polimeni, medica italiana (Roma, n. 1962)
- Antonella Russo, italiana (Solofra, n. 1984 - Solofra, † 2007)